# Trifolium alexandrinum
El bersín, trébol de Alejandría o hirusta (Trifolium alexandrinum) es una especie de planta anual perteneciente a la familia de las fabáceas.

## Descripción
Es una planta anual, con tallos erectos que pueden llegar hasta 20-50 cm de altura. Tiene hojas alternas, trifoliadas, con estípulas ciliadas. Sus foliolos son lanceolados y pelosos, dentados en su extremo. Flores sentadas, con corola amarilla o de color crema, en cabezuelas ovoides, pedunculadas y sin involucro. Cáliz con 10 nervios en el tubo, zigomorfo. Semillas pardo rojizas, de 2 a 2,2 mm.

## Fenología y biología
Es una planta terófita, ya que solo perduran las semillas en épocas desfavorables. En estas plantas se realiza una fijación biológica del nitrógeno, la llevan a cabo bacterias nitrificantes que producen nódulos en las raíces y fijan el nitrógeno.
La floración se produce en primavera, su periodo de crecimiento activo es en primavera y verano.

## Requerimientos ambientales
Clima mediterráneo, con inviernos suaves. Se usa mucho como cultivo invernal de regadío, pero también puede desarrollarse en secanos frescos. Necesita una precipitación media.
Crece bien en suelos drenados, con una textura media (ni muy fina ni muy gruesa). Resistente a suelos alcalinos y salinos. Su pH óptimo es 6,5-8.

## Distribución y zonas de cultivo
Su origen es del mediterráneo oriental (Egipto, Israel, etc.), zonas en las que su cultivo es frecuente. En España su cultivo es bastante escaso, limitándose a zonas de Andalucía, Levante y Baleares. 

## Interés forrajero y usos
Entre sus ventajas se encuentran su gran capacidad de rebrote (permite varias siegas durante la campaña), que es muy productiva, que tiene un crecimiento rápido en invierno y su rápida recuperación tras el cortado (permite más cortes en regadío que en secano).
Es un cultivo de gran calidad, contiene más de un 15 % de proteína bruta y tiene poca fibra, además mejora el nitrógeno del suelo. Por ello, se utiliza como forraje verde, pero no sirve para henificación al tener demasiada agua en los tallos, lo que dificulta mucho el secado. Es un forraje que resulta muy palatable para el ganado. También se utiliza como abono, pues mejora las características nutricionales del suelo.

## Variedades
Las variedades existentes proceden de los países del área Oriental Mediterránea. Algunas de ellas son:
- Belem
- Carmel
- Fahl
- Israel
- Khadrawi
- Miscari
- Tavor

## Taxonomía
Trifolium alexandrinum fue descrita por Carlos Linneo y publicado en Centuria I. Plantarum ... 25. 1755.
Citología
Número de cromosomas de Trifolium alexandrinum (Fam. Leguminosae) y táxones infraespecíficos: 2n=16
Etimología
- Trifolium: nombre genérico derivado del latín que significa "con tres hojas".[4]
- alexandrinum: epíteto geográfico que alude a su localización en Alejandría.[5]

Sinonimia
- Trifolium alexandrium L.	[6]

## Nombre común
- Castellano: bersín, trébol de Alejandría.[7]